# Espagne au Concours Eurovision de la chanson 2025
 (février 2025).
Motif : Cf. Discussion:France au Concours Eurovision de la chanson 2025/Admissibilité
- Archive Wikiwix
- Bing
- Cairn
- DuckDuckGo
- E. Universalis
- Gallica
- Google
- G. Books
- G. News
- G. Scholar
- Persée
- Qwant
- (zh) Baidu
- (ru) Yandex
- (wd) trouver des œuvres sur Wikidata

| 1. | Préciser le motif de la pose du bandeau. | Précisez le motif de la pose du bandeau en utilisant la syntaxe suivante : {{admissibilité à vérifier\|date=août 2025\|motif=remplacez ce texte par le motif}}                                                         |
| 2. | Informer les utilisateurs concernés.     | Pensez à avertir le créateur de l'article, par exemple, en insérant le code ci-dessous sur sa page de discussion : {{subst:avertissement admissibilité à vérifier\|Espagne au Concours Eurovision de la chanson 2025}} |

L'Espagne est l'un des trente-huit pays participants du Concours Eurovision de la chanson 2025, qui se tient du 13 au 17 mai 2025 à Bâle en Suisse.
Le pays est représenté par Melody, avec sa chanson Esa diva.

## Sélection
L'Espagne confirme le 8 mai 2024 sa participation à l'Eurovision 2025, et annonce par la même occasion la reconduction de sa sélection nationale, le Benidorm Fest, pour la quatrième année consécutive.

### Format
Comme les années précédentes, le Benidorm Fest consiste en trois soirées: deux demi-finales et une finale.

Seize chansons prennent part à la sélection, chaque demi-finale comporte donc huit chansons, dont quatre se qualifieront pour la finale, soit un total de huit finalistes.
Les résultats sont déterminés à 50% par les votes du public espagnol, qui se fait désormais au moyen d'une application gratuite au lieu des votes par SMS utilisés jusqu'alors, et à 50% par un jury de professionnels de l'industrie musicale. Le «panel démoscopique» utilisé lors des éditions précédentes est donc supprimé.
Les animatrices des trois shows sont Ruth Lorenzo, qui avait représenté le pays à l'Eurovision 2014 et animé le Concours Eurovision de la chanson junior 2024, Inés Hernand et Paula Vásquez (en).
Le jury se compose de huit membres: 
- Roberto Santamaría, directeur de la RNE,
- Javier Llano, responsable de la programmation musicale de Cadena 100 (es),
- Jaime Acero, directeur de contenu à TelevisaUnivision,
- Claudia Orellana, directrice et fondatrice de l'entreprise Son Buenos,
- Oksana Skybinska, cheffe de la délégation ukrainienne à l'Eurovision,
- Twan van de Nieuwenhuijzen, responsable des événements musicaux à la ,NPO,
- Mariangela Borneo, directrice des projets internationaux de la RAI,
- Maja Tokić, productrice exécutive de Dora, présélection croate pour l'Eurovision.

### Participants
La période de candidatures ouvre le 20 mai 2024 et se termine le 10 octobre même.

Les conditions d'inscription étaient les suivantes,:
- Les artistes devaient avoir seize ans révolus à la date du 1er mai 2025,
- Les solistes devaient être citoyens espagnols ou résider dans le pays de manière permanente (pour les groupes, cette règle devait s'appliquer à au moins 50% des membres),
- Chaque chanson devait comporter au moins un auteur de nationalité espagnole ou résident permanent dans le pays,
- Les chansons devaient être dans une langue officielle ou co-officielle d'Espagne (espagnol, catalan, basque, galicien ou aranais), et pouvaient comporter jusqu'à 40% de paroles dans une autre langue,
- La durée des chansons devait être comprise entre 2 minutes 30 secondes et 3 minutes.

Les presque 1 000 candidatures sont passées en revue par un groupe d'assesseurs, dont Rayden et Beatriz Luengo.
La liste des participants est révélée par RTVE le 12 novembre 2024; leurs chansons sortent le 18 décembre,.
| Artiste          | Titre                  | Langue            | Auteur(s) |
| ---------------- | ---------------------- | ----------------- | --- |
| Carla Frigo      | Bésame                 | Espagnol, anglais | Amanda Castillo, Benjamín García, Carla Frigola                                                                         |
| Celine Van Heel  | La casa                | Espagnol          | Alfred García Castillo, Celine Van Heel, Pol Álvarez                                                                    |
| Chica Sobresalto | Mala feminista         | Espagnol          | Maialen Gurbindo López                                                                                                  |
| Daniela Blasco   | Uh nana                | Espagnol          | Carlos José Montado Cruz, Daniela Blasco Díaz Estébanez, Félix Joan Muñiz Prat, Óscar Campos Gutiérrez                  |
| David Afonso     | Amor barato            | Espagnol          | Alejandro Martínez Valderrama, Luis Vicente Ramiro                                                                      |
| DeTeresa         | La pena                | Espagnol          | Inés Ramos de Teresa, Verónica Veranur Aguirre Díaz de Bustamante                                                       |
| Henry Semler     | No lo ves              | Espagnol          | Henry Lardner Semler, José Bernabé Ponsoda                                                                              |
| J Kbello         | V.I.P.                 | Espagnol, anglais | Dangelo Ortega, Jesús Cabello, José Otero, María Parrado, Ricardo Furiati                                               |
| K!ngdom          | Me gustas tú           | Espagnol          | Andrea Rada de Luís, Iván Ramírez Hernández, Jorge Gomis Marín                                                          |
| Kuve             | Loca xti               | Espagnol          | Juan Sueiro, Maryan Frutos                                                                                              |
| Lachispa         | Hartita de llorar      | Espagnol          | Alejandro Páez Lou, Claudia Gómez Galindo, Eduardo Figueroa Espadas, Juan Diego Lazo Gonzales, Silvia Expósito Mansilla |
| Lucas Bun        | Te escribo en el cielo | Espagnol          | Lucas Bondía, Luis García Ollés, Pau Aymí                                                                               |
| Mawot            | Raggio di sole         | Espagnol, italien | Roberto Comins Cubertorer                                                                                               |
| Mel Ömana        | I'm A Queen            | Espagnol          | Alejandro Martínez Valderrama, María Melodía Pérez Castillo, Álex Capdevila                                             |
| Melody           | Esa diva               | Espagnol          | Alberto Fuentes Lorite, Melodia Ruiz Gutiérrez                                                                          |
| Sonia & Selena   | Reinas                 | Espagnol          | Arturo Martínez Marzo, Lorenzo Giner Puchol                                                                             |

### Demi-finales

#### Demi finale 1
La première demi-finale a lieu le 28 janvier 2025; huit chansons y participent.
| Ordre | Artiste          | Titre                  | Résultat  |
| ----- | ---------------- | ---------------------- | --------- |
| 1     | Kuve             | Loca xti               | Qualifiée |
| 2     | David Afonso     | Amor barato            | Éliminé   |
| 3     | Chica Sobresalto | Mala feminista         | Éliminée  |
| 4     | K!ngdom          | Me gustas tú           | Éliminés  |
| 5     | Lucas Bun        | Te escribo en el cielo | Qualifié  |
| 6     | Sonia & Selena   | Reinas                 | Éliminées |
| 7     | Lachispa         | Hartita de llorar      | Qualifiée |
| 8     | Daniela Blasco   | Uh nana                | Qualifiée |

#### Demi finale 2
La seconde demi-finale a lieu le 30 janvier 2025; huit chansons y participent.
| Ordre | Artiste         | Titre          | Résultat  |
| ----- | --------------- | -------------- | --------- |
| 1     | Mel Ömana       | I'm A Queen    | Qualifiée |
| 2     | Henry Semler    | No lo ves      | Éliminé   |
| 3     | DeTeresa        | La pena        | Éliminée  |
| 4     | J Kbello        | V.I.P.         | Qualifié  |
| 5     | Carla Frigo     | Bésame         | Éliminée  |
| 6     | Mawot           | Raggio di sole | Qualifiée |
| 7     | Celine Van Heel | La casa        | Éliminée  |
| 8     | Melody          | Esa diva       | Qualifiée |

### Finale
La finale est diffusée le samedi 1er février 2025.
- Première place
- Deuxième place
- Troisième place
- Dernière place

| Ordre | Artiste        | Titre                  | Jury (50%) | Public (50%) | Total | Place |
| ----- | -------------- | ---------------------- | ---------- | ------------ | ----- | ----- |
| 1     | Daniela Blasco | Uh Nana                | 71         | 70           | 141   | 2     |
| 2     | Kuve           | Loca xti               | 52         | 44           | 96    | 6     |
| 3     | Mawot          | Raggio di sole         | 18         | 40           | 58    | 8     |
| 4     | Lachispa       | Hartita de llorar      | 48         | 50           | 98    | 5     |
| 5     | Mel Ömana      | I’m A Queen            | 61         | 56           | 117   | 4     |
| 6     | J Kbello       | V.I.P.                 | 74         | 60           | 134   | 3     |
| 7     | Lucas Bun      | Te escribo en el cielo | 28         | 32           | 70    | 7     |
| 8     | Melody         | Esa diva               | 70         | 80           | 150   | 1     |

C'est finalement Melody qui l'emporte à l'issue de la finale, et qui représente donc l'Espagne à l'Eurovision 2025.

## À l'Eurovision
En tant que membre du Big 5, l'Espagne est qualifié d'office pour la finale du 17 mai 2025. Le pays vota cependant lors de la première demi-finale. Lors de la finale, l'Espagne se classe 24e avec 37 points.

### Retransmission
La première demi-finale, où l'Espagne vote, ainsi que la finale, sont diffusées sur La 1, tandis que la seconde demi-finale est diffusée sur La 2. Les commentateurs sont Julia Varela et Tony Aguilar.

La finale est aussi retransmise à la radio, sur Radio Nacional, et commentée par David Asensio, Sara Calvo et Luis Miguel Montes.
La finale rassemble environ 5 884 000 téléspectateurs à travers le pays, pour une part d'audience à 50,1 %,.

### Votes
Le jury espagnol se compose de:
- Javier Llano Abril, directeur de la station de radio Cadena 100;
- Ana Isabel Conde, dite Anabel Conde, chanteuse et représentante du pays au Concours Eurovision de la chanson 1995 où elle termina deuxième;
- Irene Garrido Miñano, chanteuse;
- Javier Pageo Nicolás, scénographe;
- Maria Melodía Pérez, dite Mel Ömana, chanteuse.

C'est la chanteuse Chanel, arrivée troisième au Concours Eurovision de la chanson 2022, qui présente leurs votes lors de la finale.

#### Points attribués par l'Espagne
Finale
| 12 points | Suède       |
| 10 points | Pays-Bas    |
| 8 points  | France      |
| 7 points  | Autriche    |
| 6 points  | Royaume-Uni |
| 5 points  | Malte       |
| 4 points  | Italie      |
| 3 points  | Allemagne   |
| 2 points  | Ukraine     |
| 1 point   | Albanie     |

| 12 points | Israël   |
| 10 points | Ukraine  |
| 8 points  | Pologne  |
| 7 points  | Estonie  |
| 6 points  | Finlande |
| 5 points  | Suède    |
| 4 points  | Autriche |
| 3 points  | Albanie  |
| 2 points  | Norvège  |
| 1 point   | France   |

Le diffuseur RTVE a par la suite demandé à l'UER un audit du télévote espagnol, après que ce dernier  a attribué ses douze points à la candidate israélienne, tandis que le jury ne lui en avait attribué aucun.

#### Points attribués à l'Espagne
| 12 points    | 10 points | 8 points | 7 points | 6 points | 5 points                 | 4 points | 3 points       | 2 points | 1 point |
| ------------ | --------- | -------- | -------- | -------- | ------------------------ | -------- | -------------- | -------- | ------- |
| Vote du jury |           |          |          |          |                          |          |                |          |         |
|              | Albanie   |          |          |          | Azerbaïdjan France Malte |          |                | Suède    |         |
| Télévote     |           |          |          |          |                          |          |                |          |         |
|              |           |          |          | Portugal |                          |          | Reste du monde |          | Irlande |

Soit un total de 37 points: 27 des jurys et 10 du télévote.